# Kurt Hirsch

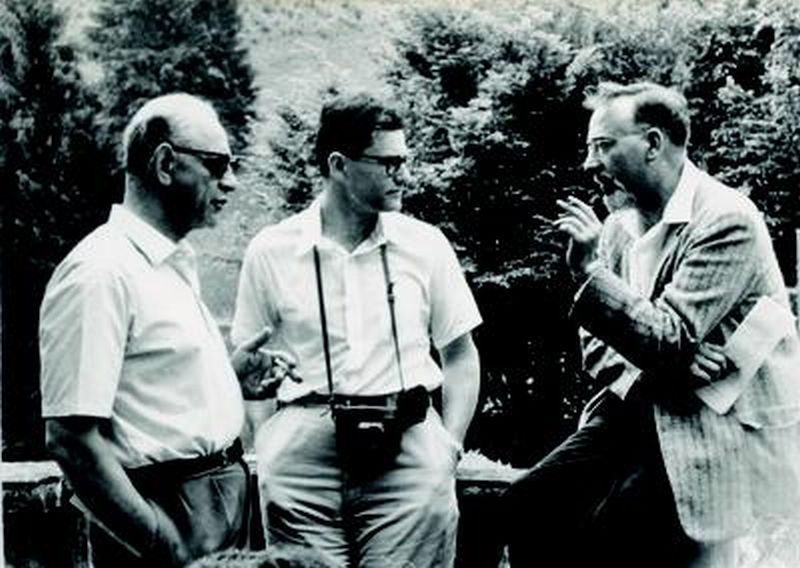
Kurt Hirsch (esquerda), Karl Gruenberg (centro) e Richard Bruck, 1960

Kurt August Hirsch (12 de janeiro de 1906 – 4 de novembro de 1986) foi um matemático alemão, que mudou-se para a Inglaterra para escapar da perseguição aos judeus pelos nazistas. Pesquisou sobre teoria dos grupos. Também trabalhou para reformar a educação matemática e tornou-se um campeão nacional de xadrez.
Obteve um doutorado em 1933 na Universidade de Berlim, orientado por Max Dessoir e Issai Schur.
Lecionou na Universidade de Leicester a partir de 1938, foi para o Colleges of Durham University em 1948, seguindo depois para a Queen Mary University of London em 1951, onde permaneceu o resto de sua carreira.